# Heiteres und Ernstes um den großen König
Heiteres und Ernstes um den großen König ist ein kurzer, deutscher Spielfilm von Phil Jutzi aus dem Jahre 1936 mit Otto Gebühr in seiner Paraderolle als Friedrich der Große. Der Film gehört zu den sogenannten Fridericus-Rex-Filmen.

## Handlung
Im Mittelpunkt der kurzen Geschichte stehen zwei anekdotenhafte Episoden rund um den preußischen König Friedrich II.
In der ersten Episode begegnet der Monarch einem Invaliden. Der hat seine Knochen zum Wohle Preußens im Kriege herhalten müssen und ist dadurch zum Invaliden geworden. Seitdem kommt er mehr schlecht als recht über die Runden. Friedrich rührt die Tapferkeit und Genügsamkeit des Mannes sehr, und er erhöht, nachdem er von dessen Schicksal erfahren hat, augenblicklich die Rente des Invaliden.
In der zweiten Episode teilt der Diener des Baron Warkotsch, Matthias Kappel, dem König mit, dass Kappels Herr Verrat gegenüber dem preußischen König begeht, durch den Friedrich in höchste Lebensgefahr gerät. Der alte Fritz, durch Kappels Initiative gerettet, will den Untergebenen zunächst aufgrund dessen Illoyalität seinem adeligen Herrn gegenüber bestrafen, entscheidet sich aber rechtzeitig um und erkennt dessen Handlung, die nur dem Wohl Preußens und dessen Königs diente, an.

## Produktionsnotizen
Heiteres und Ernstes um den großen König entstand im Februar 1936 im Terra Glashaus. Die Filmbauten entwarf Heinrich C. Richter. Die Zensur gab am 13. März 1936 den Film für die Jugend frei. Die Uraufführung erfolgte als Vorfilm zu dem Spielfilm Liebeserwachen, am 24. April 1936.